# Palea Epidauros
Palea Epidauros, řecky Παλαιά Επίδαυρος (v češtině doslova Starý Epidauros) je město v Řecku, na poloostrově Peloponés, v kraji Argolida. Žije zde kolem 1 800 obyvatel. Nachází se těsně u starověkého města Epidauros. Nedaleko od něho se nacházejí města Nea Epidauros, Ligurii, Dimena a Trachia.
Město Palea Epidauros bylo založeno v roce 1733 na místě starověkého města, podle něhož bylo i pojmenováno. Nachází se v blízkosti moře a má dvě turistické pláže. Kromě nedalekého slavného epidaurského divadla se zde na poloostrově Nisi nachází i tzv. malé epidaurské divadlo, také původem ze starověku. V obou divadlech se na jaře a v létě konají různé hudební slavnosti. Bylo zde také objeveno pohřebiště šachtových hrobů z mykénského období.